# Savana violenza carnale
Savana violenza carnale è un film italo-spagnolo del 1979, diretto da Roberto (Bianchi) Montero.